# Glejsk
Glejsk – kolonia w Polsce położona w województwie podlaskim, w powiecie białostockim, w gminie Gródek.
W latach 1975–1998 miejscowość administracyjnie należała do województwa białostockiego.
Prawosławni mieszkańcy wsi należą do parafii Narodzenia Najświętszej Marii Panny w Gródku.